# Convergent Technologies Workslate
Convergent Technologies Workslate (Workslate) је био преносиви рачунар, производ фирме Convergent Technologies који је почео да се израђује у Сједињеним Америчким Државама током 1982. године.
Користио је Hitachi 6303 (CMOS верзија микропроцесора Motorola 6800) као централни микропроцесор а RAM меморија рачунара Workslate је имала капацитет од 16 KB. 

## Детаљни подаци
Детаљнији подаци о рачунару Workslate су дати у табели испод.
|                       |                                                                   |
| [ 1 ]                 |                                                                   |
| Произвођач            |                                                                   |
| Тип                   | преносиви рачунар                                                 |
| Меморија              | 16 KB                                                             |
| Поријекло             | Сједињене Америчке Државе                                         |
| Година                | 1982                                                              |
| Тастатура             | 61 гумени тастер са нумеричком тастатуром и 5 функцијских тастера |
| Процесор              | верзија микропроцесора                                            |
| Фреквенција процесора | 1.228 .                                                           |
| RAM                   | 16 KB                                                             |
| ROM                   | 64 KB                                                             |
| Текст                 | 46 знакова x 16 линија. показивач са текућим кристалом            |
| Графика               | непознато                                                         |
| Боја                  | једна боја                                                        |
| Звук                  | непознато                                                         |
| Димензије             | 28 (ширина) x 21,5 (дубина) x 2,5 (висина) cm. / 1,5 .              |
| Портови               |                                                                   |
| Оперативни систем     |                                                                   |